# 카인의 반항
카인의 반항(The Field)은 영국에서 제작된 짐 쉐리단 감독의 1990년 드라마 영화이다. 리처드 해리스 등이 주연으로 출연하였고 노엘 피어슨 등이 제작에 참여하였다.

## 출연

### 주연
- 리처드 해리스
- 숀 빈
- 톰 베린저

### 조연
- 존 허트
- 브렌다 프리커
- 프란세스 토멜티
- 존 코리
- 숀 맥긴리

## 제작진
- 미술: 프랭크 콘웨이
- 의상: 조안 버진
- 배역: 누올라 모이셀